# قلندار (أوتش هاتشا)
قلندار (بالفارسية: قلندر) هي منطقة سكنية تقع في إيران في قسم أوتش هاتشا الریفي. يقدر عدد سكانها بـ 650 نسمة .